# Гомельський державний театр ляльок
Гомельський державний театр ляльок (біл. Гомельскі дзяржаўны тэатр лялек, рос. Гомельский государственный театр кукол) — державний ляльковий театр у місті Гомелі (обласний центр Білорусі).

## Загальні дані
Театр розташований у середмісті Гомеля в чудово прилаштованій після останньої реконструкції (2007) будівлі за адресою: вул. Пушкіна, 14, м. Гомель-246050 (Республіка Білорусь).
Глядацька зала театру розрахована на 214 місць.
Директор театру — Дмитро Абрамович Горелик.

## З історії театру
Гомельський державний театр ляльок створено 1968 року на базі трупи групи лялькарів, яка від 1963 року здійснювала постановки при Гомельському обласному драматичному театрі. Засновником театру і його багаторічним (понад 20 років) керівником був Віктор Черняєв. Са́ме з його іменем пов'язано становлення колективу, він виховав багатьох акторів.
Запрошення на постановки досвідчених художників (заслужених діячів мистецтв БРСР Б. Звенигородського, А. Фомьної, Л. Бикова) дало змогу підняти на відповідний професіональний рівень сценографічну культуру постановок. Тривалий час, однак, театр фактично лишався пересувним, адже не мав стаціонарного приміщення.
Серед постановок перших років функціонування Гомельського лялькового театру — вистава-гра «Ох, і Їжак», «Пригоди ведмежа Рімтімті», «Пушкінські казки» і «Казка про царя Салтана» за творами О.С. Пушкіна, «Людина з хвостом» і «Запалка-невялічка» Г. Остера, «Холодне серце» Ю.Корінця. Колоритні характери казкових персонажів створили в них актори В. Матрос, В. Курдюмов, Т. Горячева.
У 1986 році головним режисером театру став актор і режисер заслужений артист Білорусі Володимир Матрос. Діяльність Матроса на цій посаді пов'язана, в першу чергу, з наданням репертуарові ввіреного закладу національного колориту, постановками за творами білоруського фольклору і національної драматургії. Так, у цей час з'явились вистави «Дарунок лісового царя» Світлани Климкович, легенда «Квітка папороті» Г. Корженевської, «Дід и журавель» В. Вольського. У виставі «Хай не змовкає жаворонок» А. Вольського, що неодноразово ставала лауреатом і дипломантом міжнародних фестивалів театрів ляльок й відзначалась різноманітними призами за творче освоєння традицій народного театру, навіть ляльки витримані в народній манері — зроблені з соломи (художник Ф. Розов).
У вересні 2002 року рішенням Гомельського міськвиконкому театрові нарешті було передано приміщення Палацу культури по вулиці Пушкіна, 14. А у березня 2004 року відкрито стаціонарну глядацьку залу закладу на 214 місць. 

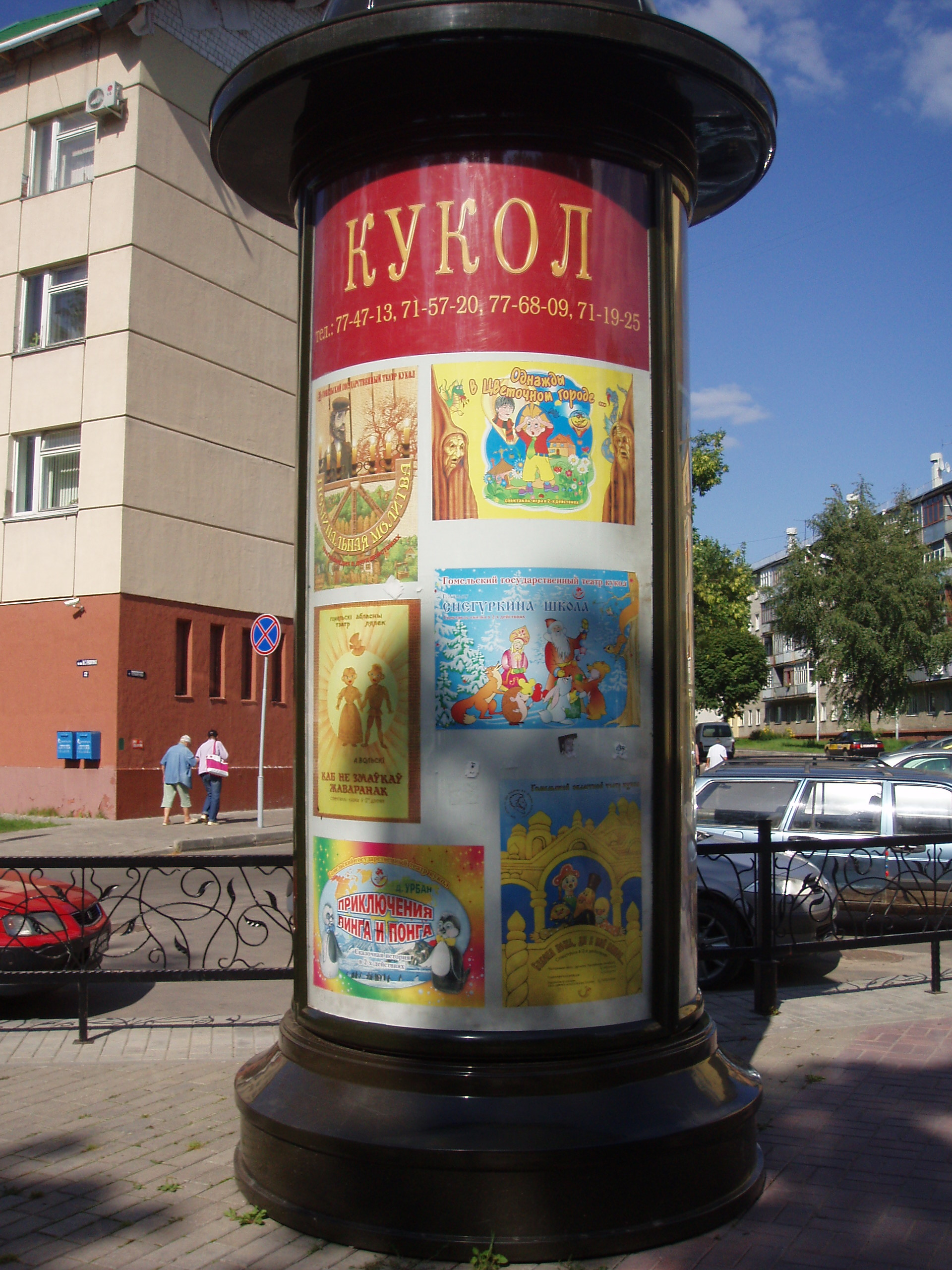
Інформаційна тумба театру

У період від лютого по вересень 2007 року було здійснено повну реконструкцію театра. Відтоді також облаштовано навколишній до театру простір — встановлені фігури казкових персонажів, на фасаді змонтовано унікальний годинник, з'явились інформаційні туиби, а вулицю Пушкіна частково було закрито для автотранспорту.

## Репертуар і діяльність
За свою майже 45-літню історію колективом Гомельського державного театру ляльок поставлено понад 150 вистав, що переглянули понад 3,5 мільйонів глядачів.
У теперішній час (кін. 2000-х рр.) у трупі театру — 27 акторів. Репертуарна афіша театру включає твори як білоруської і російської драматургії, так і твори світової класики. Щороку театр показує понад 200 вистав і обслуговує понад 50 тисяч глядачів. Колектив театру готує за сезон не менше 2 прем'єрних постановок.
Трупа Гомельського державного театру ляльок здійснює активну гастрольну діяльність — як по Білорусі, так і СНД та далекому зарубіжжю.
Починаючи від 1994 року театром за підтримки Міністерства культури Республіки Білорусь і Білоруського дитячого фонду проводиться благодійна акція «Театр — дітям Чорнобиля», в ході якої театр дає вистави (понад 100 щороку) для дітей, що проживають у найбільш постраждалих від аварії на ЧАЕС районах Гомельської і Могильовської областей.

## Виноски
1. ↑  Про театр [Архівовано 2010-01-28 у Wayback Machine.] на Вебсторінка Гомельського державного театру ляльок [Архівовано 2010-01-28 у Wayback Machine.] (рос.)
2. ↑  Контакти театру [Архівовано 2010-01-28 у Wayback Machine.] на Вебсторінка Гомельського державного театру ляльок [Архівовано 2010-01-28 у Wayback Machine.] (рос.)
3. ↑  Репертуар театру [Архівовано 28 січня 2010 у Wayback Machine.] на Вебсторінка Гомельського державного театру ляльок [Архівовано 28 січня 2010 у Wayback Machine.] (рос.)